# Abama Open de Canarias
A Abama Open de Canarias foi um torneio de golfe coadministrado pela PGA European Tour e Challenge Tours, que só foi disputado em 2005 e foi o último dos quatro torneios de classificação dupla naquele ano. Foi realizado no Abama Golf Club, em Tenerife, na Espanha, durante a mesma semana de outubro enquanto o WGC-American Express Championship estava sendo disputado.
O inglês John Bickerton venceu o torneio com uma pontuação de 274 (-10), sua primeira vitória no PGA European Tour e arrecadou o primeiro prêmio de €75,000 (£51,104).

## Vencedor

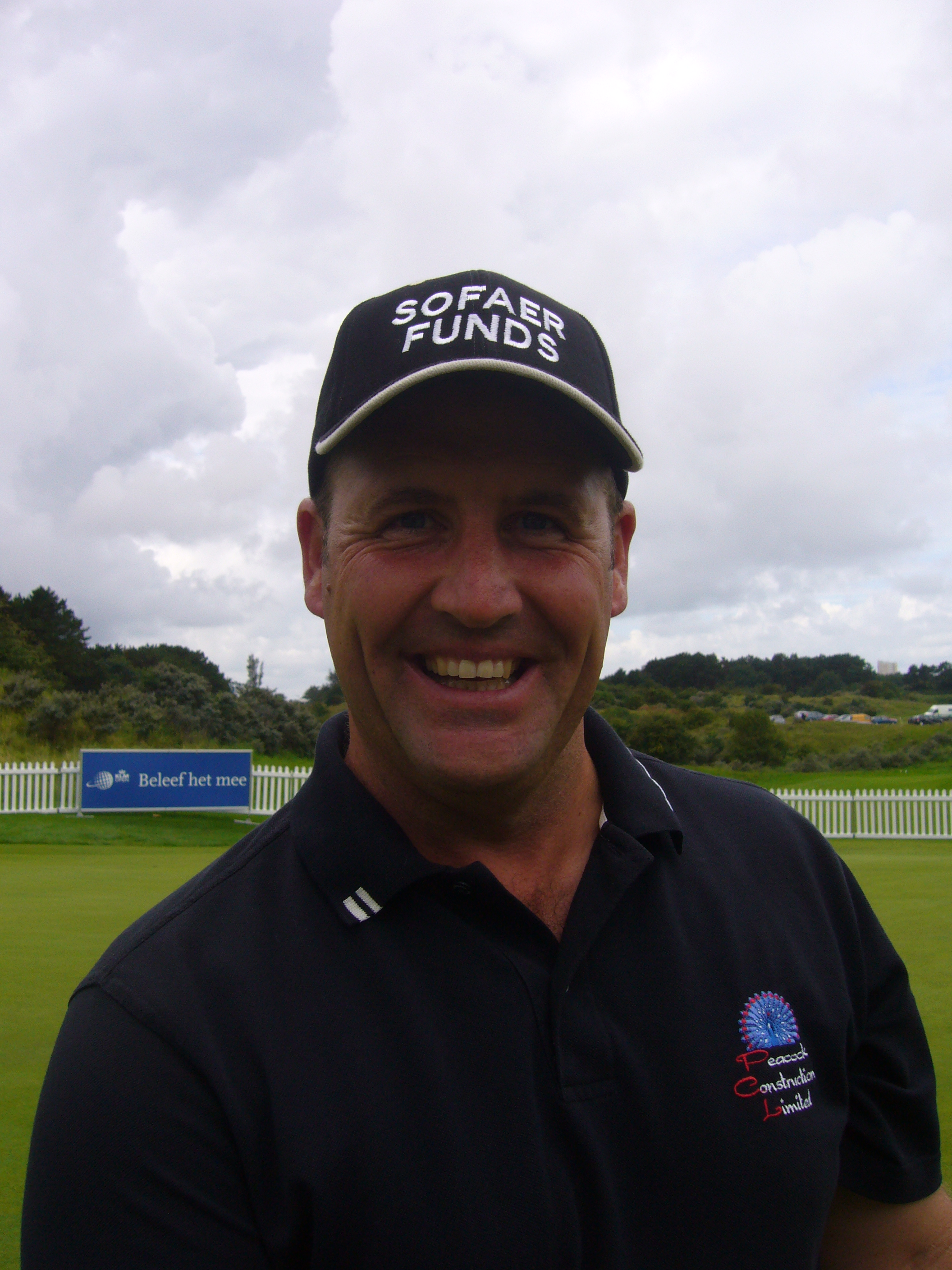
John, campeão

| Ano  | Campeão        | País       | Pontuação | Par | Margem de vitória | Vice-campeão               | Ref         |
| ---- | -------------- | ---------- | --------- | --- | ----------------- | -------------------------- | ----------- |
| 2005 | John Bickerton | Inglaterra | 274       | −10 | 5 tacadas         | Michael Kirk Stuart Little | [ 4 ] [ 5 ] |